# Dorna (Kemberg)
Dorna è una frazione della città tedesca di Kemberg, nel Land della Sassonia-Anhalt.